# Garba Lawal
Garba Lawal, nigerijski nogometaš, * 22. maj 1974, Kaduna, Nigerija.
Sodeloval je na nogometnemu delu poletnih olimpijskih iger leta 1996 in osvojil naslov olimpijskega prvaka.